# Mohamed Yousif

## Danh hiệu
Al-Ahli Dubai F.C.
Vô địch
- UAE Arabian Gulf Cup: 2011–12

Á quân
- GCC Champions League: 2011